# La leggenda delle donne eccellenti
La leggenda delle donne eccellenti (in inglese The Legend of Good Women) è un poema scritto in forma onirica da Geoffrey Chaucer.
Il poema è la terza opera più lunga di Chaucer, dopo i Canterbury Tales ed il Troilo e Criseide ed è considerato come il primo lavoro significativo inglese ad utilizzare il pentametro giambico o distico decasillabico, utilizzato poi in tutti i Canterbury Tales.
Questa prima forma di distico eroico diventerà una parte significativa della letteratura inglese.
(Geoffrey Chaucer, Prologo)